# Lensworld–Kuota
Lensworld–Kuota (UCI код: LWK) — бывшая женская профессиональная велокоманда, базировавшаяся в Бельгии и выступавшая в элитных шоссейных велогонках, таких как Женский мировой шоссейный кубок UCI.
В 2017 году компания Lensworld была поглощена компанией LensOnline, которая решила не продлевать титульное спонсорство команды. В октябре 2017 года было объявлено о прекращении существования команды перед началом сезона 2018 года.

## История команды

### 2014
В сезоне 2015 года команда объявила на своей странице в Facebook, что нынешний второстепенный спонсор, Lensworld.eu, станет именным спонсором команды, дав новое название команде — Lensworld-Zannata.
На сезон 2015 года команда объявила о том, что Мариэль Боргеринк, Ким де Бат, Кат ван дер Мёлен, Мике Крёгер, Эви Кёйперс, Аннелис Дом, Аннелис ван Дорслар и Софи де Вёйст также подписали продление контрактов. 9 ноября команда подписала контракты с Селин ван Северен и Мариссой Оттен.